# Боргомазино
Боргомазѝно (на италиански: Borgomasino; на пиемонтски: Burgre, Бургъре, споменавано също като Bulgarum на латински) е село и община в Метрополен град Торино, регион Пиемонт, Северна Италия. Разположено е на 260 m надморска височина. Към 1 януари 2023 г. населението на общината е 761 души, от които 70 са чужди граждани.
Боргомазино е едно от местата на които се заселват прабългари.

## География, административно деление и население
Разположено е на вътрешните склонове на мореновия хълм, ограничаващ на юг Мореновия амфитеатър на Ивреа, в североизточната част на Метрополен град Торино, в района на Канавезе, на хълм с гледка към равнината на река Дора Балтеа. Територията има вълнообразен геометричен профил с не особено подчертани височинни вариации. На запад граничи с Канала на Ивреа.
Дава възможност за разнообразни екскурзии сред природата и за дегустацията на изисканите вина от района.
От 2011 г. е част от общинското сдружение „Хълмиста общност Около езерото“ (Comunità collinare Intorno al Lago) заедно с Косано Канавезе, Мальоне, Вестиние и Вивероне.
Граничи със следните 7 общини: Мальоне, Косано Канавезе, Монкривело,  Вестиние, Каравино, Виске и Борго д'Але. Отстои на 40 км от Торино и на 94 км от Милано
Към 1 януари 2023 г. населението на общината е 761 души, от които 70 чужди граждани, сред които преобладават тези на Румъния – 55 души. Български граждани липсват.

## Топоним
В древните документи селището е наречено Bulgarum – име, произлизащо от доминиращото прабългарско-лангобардско присъствие. Така то е споменато в свидетелство за дарение през 1170 г. заедно със замъка си, наречен Castrum Bulgari (от лат. „Замък на българите“). Към XV век към името се добавя Masino по името на рода, който го притежава, превръщайки се в Bulgarum Maxini или Borgaro Masino и впоследствие – в Borgomasino.

## История
Територията на Боргомазино вероятно е обитавана още от Новокаменната епоха. През IV век пр.н.е. келтите се смесват с лигурите, обитаващи тези земи. Става въпрос за гранична територия между племето саласи, окупирало Долината на Аоста и Горно Канавезе, и племето салуи около Верчели.
През II век пр.н.е. Рим започва завладяването на Паданската низина. Територията с малко големи града е обитавана от войнствени племена, които оказват усилена съпротива. Едва към края на I век пр.н.е. Канавезе е наистина романизирано.
През 568 г. сл.н.е. лангобардите нахлуват в Италия, подпомогнати от подчинените на тях племена, сред които и прабългарите, които заемат района около река Тичино. Последните се заселват на различни места, сред които и Боргомазино, където вероятно има укрепен район (каструм) на мястото на сегашния замък. Според последните проучвания Боргомазино не е „варварско“ селище, възникнало в периода след разпадането на Римската империя, а последен свидетел на широкообхватен късноантичен отбранителен план: още в Късната античност в района се е намирала военна станция, вероятно на сарматската кавалерия, разположена на пътя от Епоредия (днешният град Ивреа) до Квадрата (намираща се на мястото на сливането на реките Дора Балтеа и По).
През 1361 г. граф Бартоломео ди Мазино продава Боргомазино на граф Амадей VI Савойски, запазвайки като собственост единствено замъка. Отношенията между двамата обаче се влошават и първият решава да укрепи района около замъка. Споровете приключват в края на XIV век, когато селището е дадено като феод на графовете на Мазино, а те вземат титлата „Графове ди Мазино ди Боргомазино“.
Първоначално Боргомазино принадлежи на графовете на Мазино, а през XV век е дадено на рода Валперга, който е начело на местната власт в продължение на седем века. Разположено на границата между Канавезе и района на Верчели в благоприятен за отбрана район, сигнализиращ за пристигането на врага, то се превръща в отбранителна крепост. Запазените документи от XIV до XVII век свидетелстват за множество спорове между графовете Валперга ди Мазино и графовете ди Боргомазино, които притежават имоти и благородническа титла.
През 1845 г. родът на графовете Валперга ди Мазино изчезва и графовете Мазино ди Боргомазино наследяват титлата „Графове Валперга ди Мазино“.

## Икономика
Произвеждат се пшеница, зеленчуци, фураж, грозде (за вино) и други плодове, развъждат се говеда, свине, коне и птици. Има слабо развита индустрия с малки компании в сферата на хранителните продукти, металургията, механиката и строителството. Третичният сектор включва достатъчна дистрибуторска мрежа и набор от услуги, включващи банкиране.

## Забележителности

### Градска архитектура

#### Замък на Боргомазино
Замъкът на Боргомазино (Castello di Borgomasino) е построен на границата на териториите на Ивреа и на Верчели със защитна цел и е често арена на войни между тях. За пръв път е споменат в документи от XI век като Castrum Vetus, когато графът на Помбия Гвидо купува от Ардисон правата над района на Ивреа.
След като през XIV век отношенията между притежателя на замъка граф Бартоломей ди Мазино и граф Амедей VI Савойски се влошават, първият решава да укрепи района около него.
Документите от XIV до XVII век говорят за споровете между графовете Валперга ди Мазино и графовете ди Боргомазино, които притежават имоти и благородническа титла. От тях става ясно, че през XVI век комплексът на замъка е включвал замък с две кули и църквата на Пресветия Спасител.
В плана от 1757 г. на арх. Томазо Пруноти от Торино са обозначени два замъка: първият, разположен на юг, е притежание на Франческо Антонио Валперга, а вторият, на север – на граф Карло Франческо Валперга ди Мазино.
През 1818 г. замъкът е повреден сериозно от срутване.
След като през 1845 г. родът на графове Валперга ди Мазино изчезва и графовете Мазино ди Боргомазино наследяват титлата им, една част от южния замък е дарена на монахините за създаване на детска градина, а друга – на енорията на Св. Спасител (Сан Салваторе).
Около 1870 г. върху старата конструкция на южния замък е построена жилищна вила по проект на арх. Синискалки от Торино и по волята на граф Луиджи Валперга ди Мазино. Така трансформираният замък е собственост на графовете Валперга ди Мазино до средата на 1989 г., когато е закупен и възстановен от настоящите му собственици, които го отварят за посещения и го превръщат в bed and breakfast. Централен елемент на древната част на замъка е кулата с квадратен план, издигаща се над останалата част от сградата.

### Религиозна ахитектура

#### Църква на Пресветия спасител
Древната църква на Замъка на българите е спомената за първи път в дарителски документ от 1170 г., където се говори за Параклиса на графа (Cappella del Conte), посветен на Св. Антоний и Св. Адвентин. Той се е намирал на изток, от ляво на църквата, а зад него е имало гробище (и до днес на ул. „Бонфольо“ се намират кости). Тя е била обикновена селска еднокорабна църква с главен олтар с картина с Преображение Господне.
Църквата е разширявана главно през XVI - XVIII век и става енорийска църква (Chiesa del Santissimo Salvatore). Срутена е през XVIII век поради лошото ѝ състояние. Днес могат да се видят останките от Параклиса на графа, както и древната камбанария от средата на XIV век.

#### Енорийска църква на Пресветия Спасител
Бароковата църква (Parrocchiale del Santissimo Salvatore) е по проект на известния пиемонтски архитект Бернардо Антонио Витоне. Тя има символно значение за Боргомазино, т.к. окончателното ѝ построяване слага край на ожесточения отпор на привържениците на енорийската църква „Сан Мартино“ и на графа на Мазино. 
След неуспешната реализация на два проекта – на арх. Костанцо Микела от Алие и на арх. Монте, дължаща се на недостига на финансови средства, и на споровете за мястото на църквата, през 1772 г. започва строежът на днешната църква с голямо участие на населението. 1777 г. слага край на претенциите на енорията Сан Мартино и двете енории се обединяват, но въпреки това парите не достигат и не са направени скъпото оловно или медно покритие на купола и малкият купол. Църквата е благословена и открита на 1 декември 1793 г., а официално е осветена през 1825 г. В периода 1935 – 1937 г. наред с реставрационните работи се построява и малкият купол, а през 1940 г. се достроява фасадата.
Интериорът ѝ е украсен в началото на XIX век. Най-старите олтари са тези на Св. Урсула и графският, посветен на Опечалената Мадона. Следват олтарите на Мадоната на молитвената броеница (1821) и на Св. Себастиан (1822). Амвонът (1822) е с мраморни и полихромни орнаменти и е за сметка на Общината. Балдахинът (1826) е дело на Франческо Казаса от Ивреа. Органът с 1600 тръби е дело на братя Сераси и е построен за пет месеца; към 2020 г. не се използва. Платното със Св. Себастиан и Св. Фабиан (1822) е дело на Луиджи Вака от Торино, както и централното платно с Преображение Господне (1836). Олтарът на Св. Йосиф (1870) е украсен с великолепна икона на Енрико Рефо, а този на Душите в Чистилището (1873) – с икона на Джовани Сторноне от Ивреа. Картините на Четиримата евангелисти (1873) са дело на Агостино Вазети от Монтанаро. Подът (1873) е с венецианска мозайка.

#### Църква „Св. епископ Мартин“
Църквата (Chiesa di San Martino vescovo) за пръв път се появява в документ от 1272 г., но като много по-скромна от сегашната сграда, с два кораба и три олтара.
През XVII век съперничеството на църквата с Енорийската църква на Пресветия спасител достига своя връх, когато енориашите на Сан Мартино се организират в Братството на пояса (Compagnia della Cintura). Те предявяват искания за издигането на църквата в енорийска и изискват от енорията на Сан Салваторе да съдейства финансово за разширението и реставрацията на сградата.
В средата на XVII век църквата достига своя разцвет: снабдена е с камбанария (разрушена през 1797 г.), двата ѝ кораба се сливат в един по-широк, създадени са ниши за три параклиса от всяка страна, както и куполът, поставена е скиния за съхраняване на причастието. Братството я дарява с хор и през 1701 г. обновява параклиса си в църквата с прекрасен олтар, посветен на Утешителката. Работите продължават и през XVIII век с дървения портал, сегашната фасада (завършена през 1755), щукатурите на свода, окончателната безопасност на пода с подредбата на лежащата отдолу крипта. Така църквата надминава по декорации и архитектура тази на Пресветия Спасител, която скоро бива съборена, и става енорийска.
Въпреки това на 17 септември 1777 г. епископът разпуска Братството на колана и съперничещото му Братство на Св. Франциск, сливайки ги в Дружеството на Светото Исусово име. За единствената енорийска църква на Боргомазино е обявена тази на Пресветия Спасител (новата църква е в процес на изграждане), а Свети Мартин служи за временна енорийска църква до 1793 г., след което започва упадъкът ѝ, видим и до днес.

#### Светилище „Санта Мария Маджоре“
Светилището (Santuario di Santa Maria Maggiore) се намира в местността Боргарело (Località Borgarello) на границата с община Вестиние. Името на местността, първоначално Bulgarellum, идва от прабългарите, заселили се там през VI век. Те основават място за поклонение, посветено на Дева Мария, известно като Света Мария на българите (Santa Maria dei Bulgari).
Ок. 1000 г. малкото селище се слива с основното и църквата запада. След 1170 г. тя е възстановена благодарение на заселването на монасите на Св. Бернар. През 1368 г. тя за пръв път е спомената в официални документи.
Историята ѝ е белязана на години на упадък, кражби и преструктуриране. През XVII век има тухлени подови настилки и картини, като основната изобразява Полагането на Христос от кръста. Дълго оспорвана между приорите на Сан Салваторе и Сан Мартино, в продължение на векове е в сила традицията на Светли понеделник приорът енорийски свещеник на Сан Салваторе да отслужва литургия в параклиса.

#### Други религиозни постройки
- Параклис на Нозело (Cappella del Nosello) – на юг, посветен на Богородица
- Параклис на броеницата (Cappella del Rosario) – на изток, посветен на Богородица
- Параклис на Опечалената Мадона (Cappella dell'Addolorata), в местност Боргарело, на северозапад
- Параклис на Мадоната от Оропа и на Св. Рох (Cappella della Madonna d'Oropa e San Rocco) в района на Палена.

### Друго

#### Лангобардски некропол на Кантарана
Между 1887 и 1893 г. в района на Кантарана е открит обширен лангомбардски некропол (Necropoli longobarda di Cantarana) с над 90 гробници с богати находки. В гробовете на воините са открити над 30 остриета, върхове на копия, шпори, щитове, катарами и кръст в релефно златно фолио, останки от коне, а в женските гробове – бронзови гривни, златни обеци от филигран и огърлици с мъниста от полирана теракота. Освен това са намерени и няколко керамични вази с декорация и една от камък.

#### Пера Кунка
Недалеч от хълмистото кръстовище, свързващо селата Боргомазино, Мазино (подселище на Каравино) и Косано Канавезе, се намира районът Лузента (Lusenta) – древна дъбова и кестенова гора. Заобиколена от кестенови дървета, на малък естествен хълм е разположена Пера Кунка (Pera Cunca) – блуждаеща каменна маса, отложена на тези места от ледника преди няколко хиляди години. Особеността на тази продълговата скала с форма на капка с диаметър около 2 м и средна височина около 60 см е, че тя е чашеобразна скала, вероятно олтар, използван в миналото за възлиятелни ритуали на древните езически религии. В центъра ѝ има голяма кухина с овална форма, събираща влага и дъждовна вода, заобиколена от дузина по-малки купели, групирани в три отделни групи. Купелите са разположени на различни височини и са свързани помежду си чрез издълбани в скалата канали, които след това се вливат в централната кухина. Всяка течност, излята в по-малките купели, тече надолу в по-големите и след това се влива в центъра.
Според любителите на келтската култура скалата се намира на мястото на сливането на онези силови линии, които свързват мегалитните светилища едно с друг, през които тече земната енергия (т. нар. leys).

## Събития
- Карнавал на Боргомазино (Carnevale di Borgomasino) – неежегоден, известен с Битката с брашно (подобна на Портокалената битка на Карнавала на Ивреа) и с алегоричните си каруци
- Пазарен панаир – през март, август и октомври
- Патронен празник: Преображение Господне (Trasfigurazione del Signore), втора неделя на август
- Ottava del Corpus Domini – религиозно шествие 8 дена след католическия празник Corpus Domini
- Празник на кестените (Castagnata) – през октомври.

## Образование
В Боргомазино няма детски градини и училища. Най-близките държавни детски градини са в Монкривело, Вестиние и Каравино, начални училища (от 1-ви до 5-и клас вкл.) са в селата Косано Канавезе и Монкривело, средните училища от първа степен (от 6-и до 8-и клас вкл.) – в село Вестиние и в градчето Борго д'Але, а училищата от втора степен (от 9-и до 11-и или 12 клас вкл.) – в градчетата Каваля и Калузо.

## Култура и образование
Не разполага с музеи, библиотеки, театри и кина.

### Религиозни центрове
- Католическа енорийска църква на Пресветия Спасител (Parrocchiale del Santissimo Salvatore)
- Католическа църква „Св. епископ Мартин“ (Chiesa di San Martino Vescovo)
- Католическа църква на Пресветия Спасител (Chiesa del Santissimo Salvatore)
- Католически параклис на Нозело (Cappella del Nosello)
- Католическа църква на молитвената броеница (Chiesa del Rosario)
- Католически параклис на Опечалената Мадона (Cappella dell'Addolorata), в местност Боргарело
- Католическо светилище на Св. Мария Маджоре (Santuario di Santa Maria Maggiore), в местност Боргарело
- Католически параклис на Мадоната от Оропа и на Св. Рох (Cappella della Madonna d'Oropa e San Rocco)

### Образование
- Не разполага с детски градини и училища. Детските градини са в Монкривело, Вестиние и Каравино, началните училища ̈(от 1-ви до 5-и клас вкл.) са в Монкривело и Косано Канавезе, средните училища от първа степен (от 6-и до 8-и клас вкл.) са във Вестиние и Борго д'Але, а училищата от втора степен (от 9-и до 11-и или 12 клас вкл.) са в Каваля и Калузо

## Гастрономия
- Ансент (Ansent) – Великденски козунак, вид сладък хляб, тесен и дълъг, мек, сладък на повърхността
- Царевични сладки (Paste di meliga)
- Яйчени бисквити (Biscotti all’uovo)
- Sausisa a l’aij – наденица с чесън, вид варен салам по размер, но с консистенция, близка до тази на свинската наденица cotechino); била е типичната храна, носена на лозето при прибиране на реколтата
- Коняк и ракия на бившата дестилерия Помпей.[21]

## Спорт
- Спортна развлекателна група на Боргомазино (Gruppo ricreativo sportivo Borgomasinese)

## Транспорт
- Летище Милано Малпенса за международни и междуконтинентални полети е на 86 км, а летище Торино Казеле за вътрешни и международни полети – на 47 км.
- ЖП гара – в градчето Страмбино, по линията Кивасо-Аоста, на 11 км
- Пристанище: в Генуа, на 165 км
- Автобусен транспорт: Atap линия 345 (бивша 77) Каваля-Аличе Кастело-Чилияано-Рондисоне-Торино и линия 348 (бивша 78) Каваля-Чиляно-Боргомазино-Вестиние-Ивреа[22]
- Пътища: Първостепенен междуградски път SS n. 11 Горна Падания (Padana Speriore) и n. 593 на Борго д’Але, на 7 км и Автомагистрала А4 Торино-Триесте, на 9 км през входа за достъп на Чиляно

## Известни личности
- Чезаре Валперга ди Мазино (Cesare Valperga di Masino, 7 септември 1833 Боргомазино – 29 юни 1904 Торино) – италиански политик, кмет на Торино (1869 – 1870) и депутат на Кралство Италия (1870 – 1880)
- Доменико Форкино (Domenico Forchino Архив на оригинала от 2020-10-28 в Wayback Machine., 24 април 1937) – италиански адвокат, историк на Канавезе